# Nadagara intractata
Nadagara intractata är en fjärilsart som beskrevs av Walker 1862. Nadagara intractata ingår i släktet Nadagara och familjen mätare. Inga underarter finns listade i Catalogue of Life.